# Michał Kamiński (pułkownik)
Michał Kamiński (ur. 15 września 1921 w Brzeżanach, zm. 13 lipca 2014 w Częstochowie) – polski żołnierz podziemia niepodległościowego w czasie II wojny światowej, pułkownik WP w stanie spoczynku, działacz kombatancki, prezes Zarządu Okręgowego Związku Inwalidów Wojennych RP w Częstochowie.
W czasie II wojny światowej był uczestnikiem polskiej wojny obronnej września 1939 r., a następnie żołnierzem AK i AL. Brał udział w bitwie o Berlin. Był kawalerem Orderu Virtuti Militari oraz Złotego Krzyża Zasługi. Od 1968 r., mieszkał w Częstochowie, został wyróżniony tytułem „Tym, co służą miastu i ojczyźnie”.